# Nostradamus (pel·lícula)
Nostradamus és una pel·lícula coproduïda pel Regne Unit, França, Alemanya i Romania dirigida per Roger Christian, estrenada l'any 1994. Ha estat doblada al català.

## Argument
Es tracta d'una biografia del metge, astròleg, herborista i apotecari francès del segle xvi Nostradamus (1503-1566).

## Repartiment
- Tchéky Karyo: Nostradamus
- F. Murray Abraham: Scalinger
- Rutger Hauer: El Monjo místic
- Amanda Plummer: Caterina de Mèdici
- Julia Ormond: Marie
- Assumpta Serna: Anne
- Anthony Higgins: Enric II de França
- Diana Quick: Diana de Poitiers
- Michael Gough: Jean de Remy
- Maia Morgenstern: Helen
- Magdalena Ritter: Sophie
- Bruce Myers: Professor
- Leon Lissek: Inquisidor
- Michael Byrne: Inquisidor
- Bruce Alexander: Paul
- Oana Pellea: Landlady